# St. Mariä Heimsuchung (Hauenhorst)

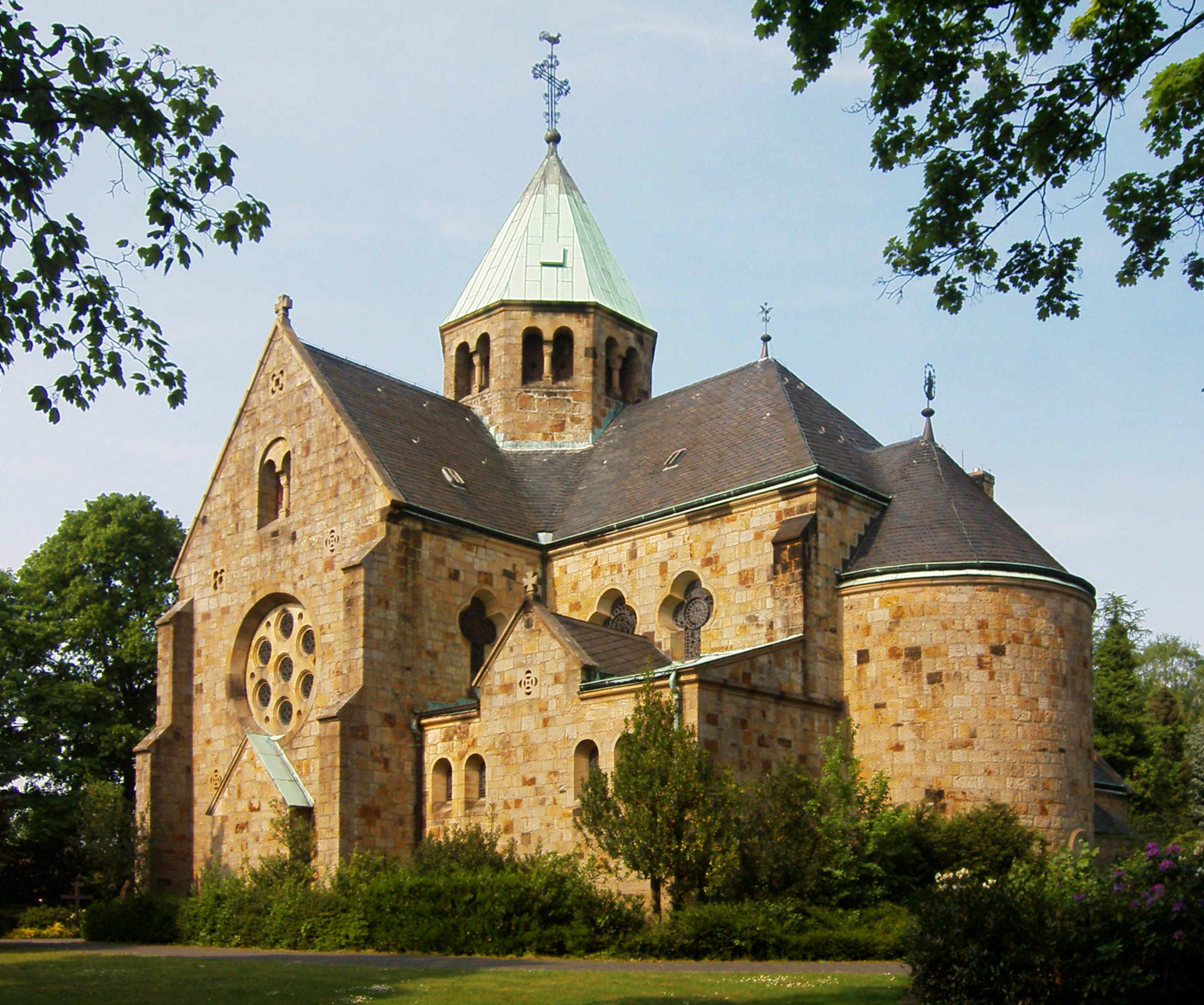
Katholische Pfarrkirche St. Mariä Heimsuchung von Süden

Die Kirche St. Mariä Heimsuchung ist die katholische Pfarrkirche der Gemeinde gleichen Patronats in Hauenhorst bei Rheine. Seit 2012 ist sie eine der drei Kirchen des Pfarrverbandes St. Johannes der Täufer, bestehend aus den ehemals eigenständigen Gemeinden Hauenhorst, Elte (St. Ludgerus) und Mesum (St. Johannes Baptist). Das Patrozinium Mariä Heimsuchung bezieht sich auf eine Begebenheit aus dem Marienleben: dem Besuch Mariens bei Elisabet. Das Patronatsfest wird am 31. Mai gefeiert.

## Geschichte

Die alte Kirche von 1808 auf einer Postkarte vom Anfang des 20. Jahrhunderts

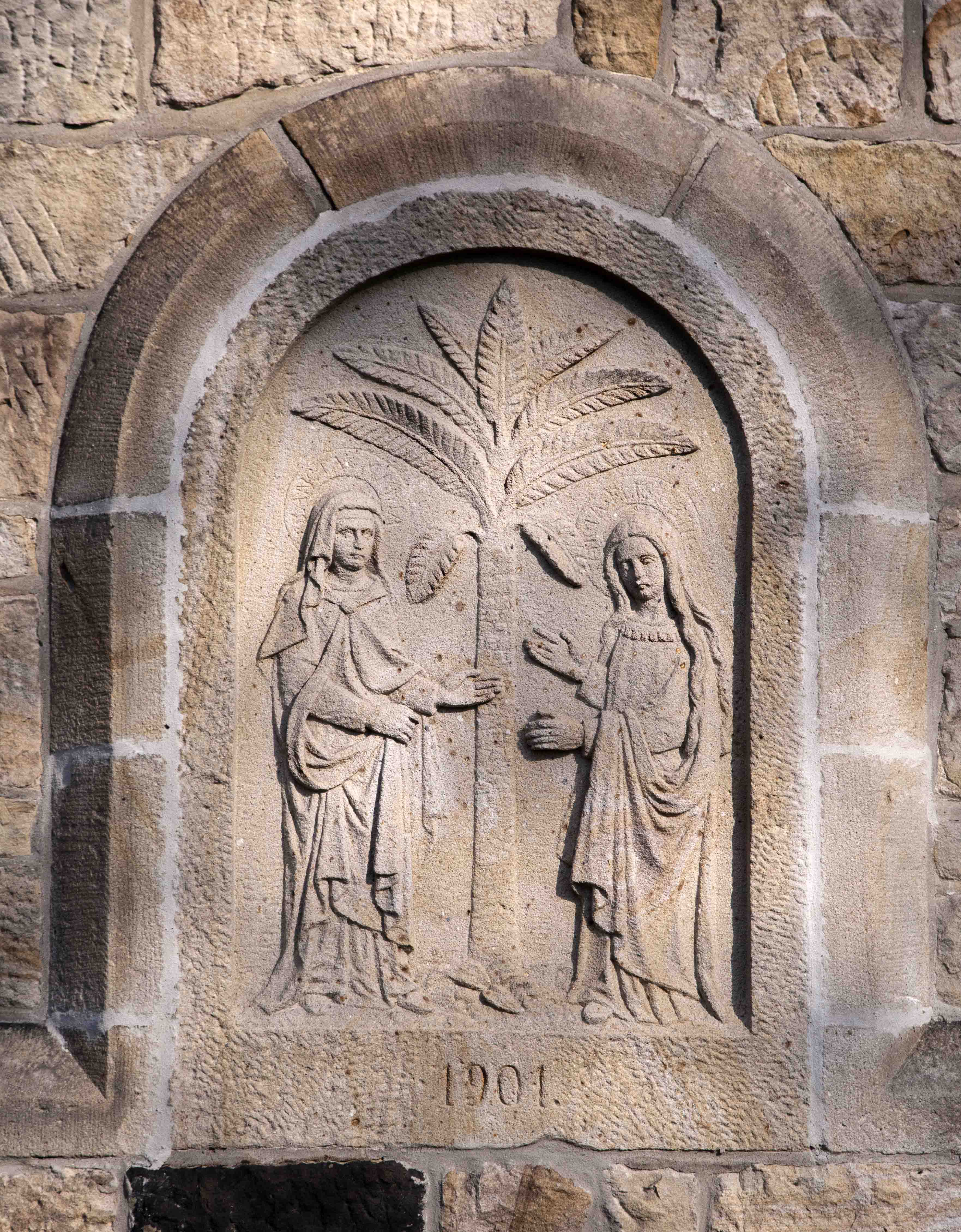
Der Weihestein von 1901 an der Außenseite der Chorapsis

Einem Hauenhorster Lehrer gelang es 1783 im Südwesten der damals kleinen Bauerschaft Hauenhorst eine kleine Dorfschule zu errichten, der er einen Anbau, den er als Schulkapelle nutzen wollte, hinzufügte. Ab 1790 konnte hier die Hl. Messe gefeiert werden. Dieses missfiel dem Rheinenser Klerus, da sie finanzielle Einbußen für ihre Kirchen befürchteten, sollte doch die St.-Dionysius-Kirche entsprechend dem barocken Zeitgeschmack gerade umfassend umgestaltet werden. Hauenhorst gehörte rechtlich zu ihrem Pfarrsprengel und war somit abgabepflichtig. Die Hauenhorster erwirkten jedoch die Genehmigung zur Nutzung ihrer Kapelle an höherer Stelle. Die Seelsorge übernahmen Franziskaner Patres, die seit 1635 in Rheine ansässig waren.
Diese Schulkapelle erwies sich schnell als zu klein und in der Bausubstanz nicht erhaltenswert. Somit erwirkte ein Nachfolger des Dorfschullehrers den Bau einer separaten Kapelle in solidem Bruchstein, die 1808 fertiggestellt wurde. Von außen zeigte sich das Gebäude im Stil des klassizistischen Barock holländischer Prägung mit drei großen Fenstern in den Seitenwänden, einem einfachen Staffelgiebel mit halbrundem Abschluss und einem aufgesetzten Dachreiter. Über die Innenausstattung ist nichts bekannt.
Auch dieses Gebäude wurde zum Ende des 19. Jahrhunderts zu klein, sodass erneut über ein größeres Kirchengebäude nachgedacht werden musste. 1893 erteilte der Bischof von Münster die Bauerlaubnis. Wegen großer Bauvorhaben im benachbarten Rheine (Neubau der St.-Antonius-Basilika) ging die Planung für die kleine Dorfkirche in Hauenhorst nur schleppend voran. Als Bauherr zeichnete der kunstbeflissene Pfarrer von St. Antonius, Dechant Pietz verantwortlich. Er setzte den Architekten seines Bauvorhabens, einer großen Basilika für den Stadtteil rechts der Ems, nun auch für das bescheidenere Projekt in Hauenhorst ein. Der Deutsch-Niederländer Franz Klomp war nunmehr für zwei Kirchenneubauten innerhalb der Stadtgrenzen Rheines zuständig und die Dorfkirche in Hauenhorst wurde somit zu einem „Nebenprodukt“ der repräsentativen Basilika in Rheine. Dies zeigt sich nicht nur in der stilistischen Ähnlichkeit der Projekte, sondern auch in der Tatsache, dass zum Teil dieselben Künstler mit der Gestaltung beider Gebäude betraut wurden. Die ersten Pläne Klomps lagen 1899 vor, im Juli 1900 wurde die Grundsteinlegung gefeiert und im März 1902 wurde das neue Gotteshaus mit der Weihe seiner Funktion übergeben.

## Baubeschreibung

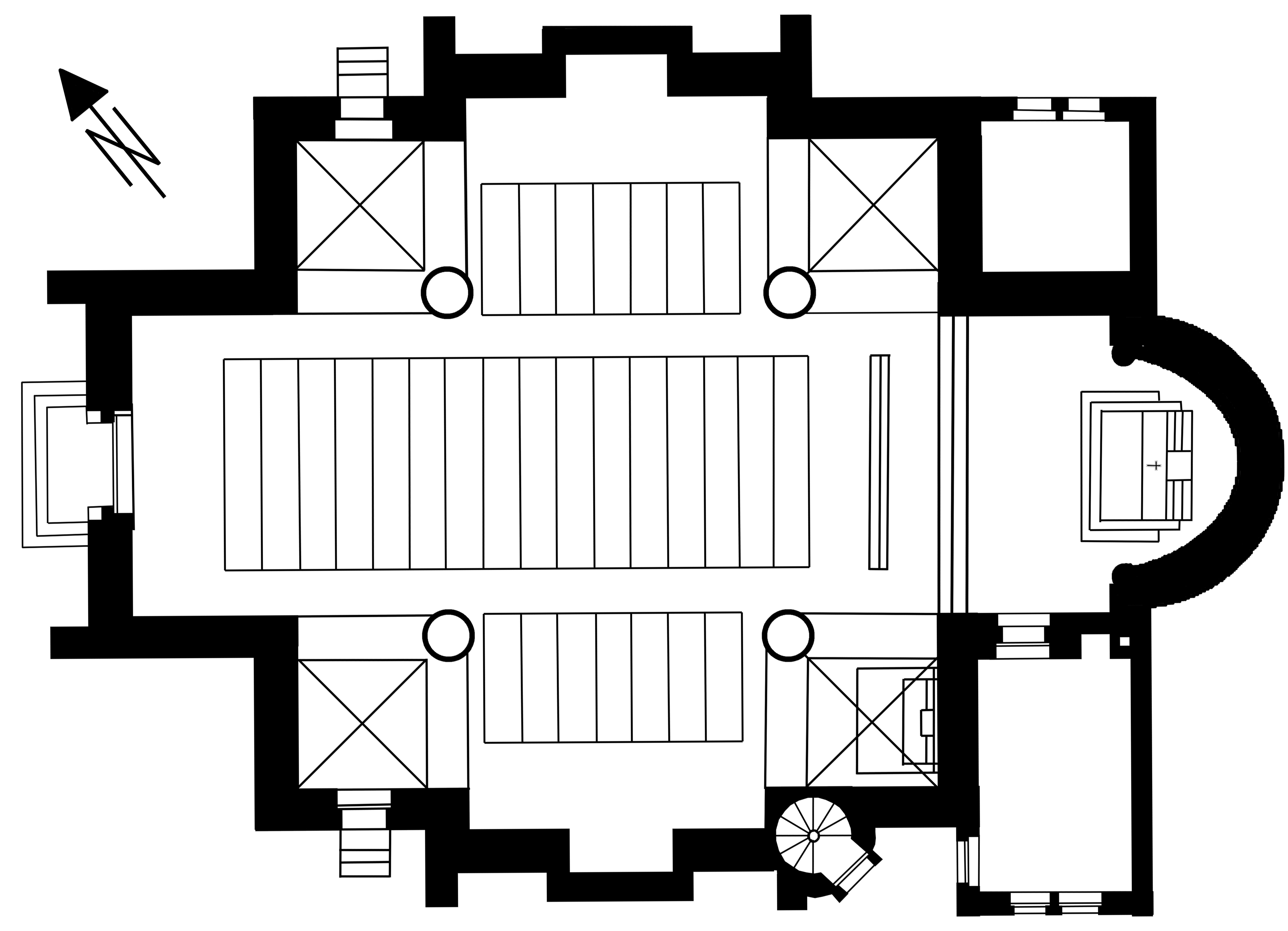
Grundriss nach dem Plan von Franz Klomp

Ebenso wie die Basilika in Rheine stellt sich die neue Kirche in Hauenhorst als ein Werk im Stile der Neoromanik (einem Spezialgebiet des Architekten) dar. Die Formensprache ist die der Deutschen Romanik Norddeutschlands, jedoch ergänzt durch die der Spätromanik vom Niederrhein.
Das Gebäude besteht aus einem dreijochigem Saalbau mit halbrunder Chorapsis. Dieser Längsbau wird nach rheinischem Vorbild von einem ebenfalls dreijochigen Querschiff gleicher Höhe durchdrungen. Somit entsteht eine quadratische Vierung und das Innere der Kirche wird zum Zentralbau (dasselbe Zentralbauexperiment, nur in neogotischen Formen, wagte zeitgleich der Architekt Hilger Hertel der Ältere beim Kirchenneubau in Mesum). In den zwischen den Schiffen entstandenen Winkeln werden niedrigere, quadratische Räume eingefügt. Sie lassen eine dreischiffige Struktur entstehen, die zusammen mit der Durchfensterung des Hauptschiffes eine Zuordnung der Kirche zum Bautypus Basilika zulassen.

## Inneres

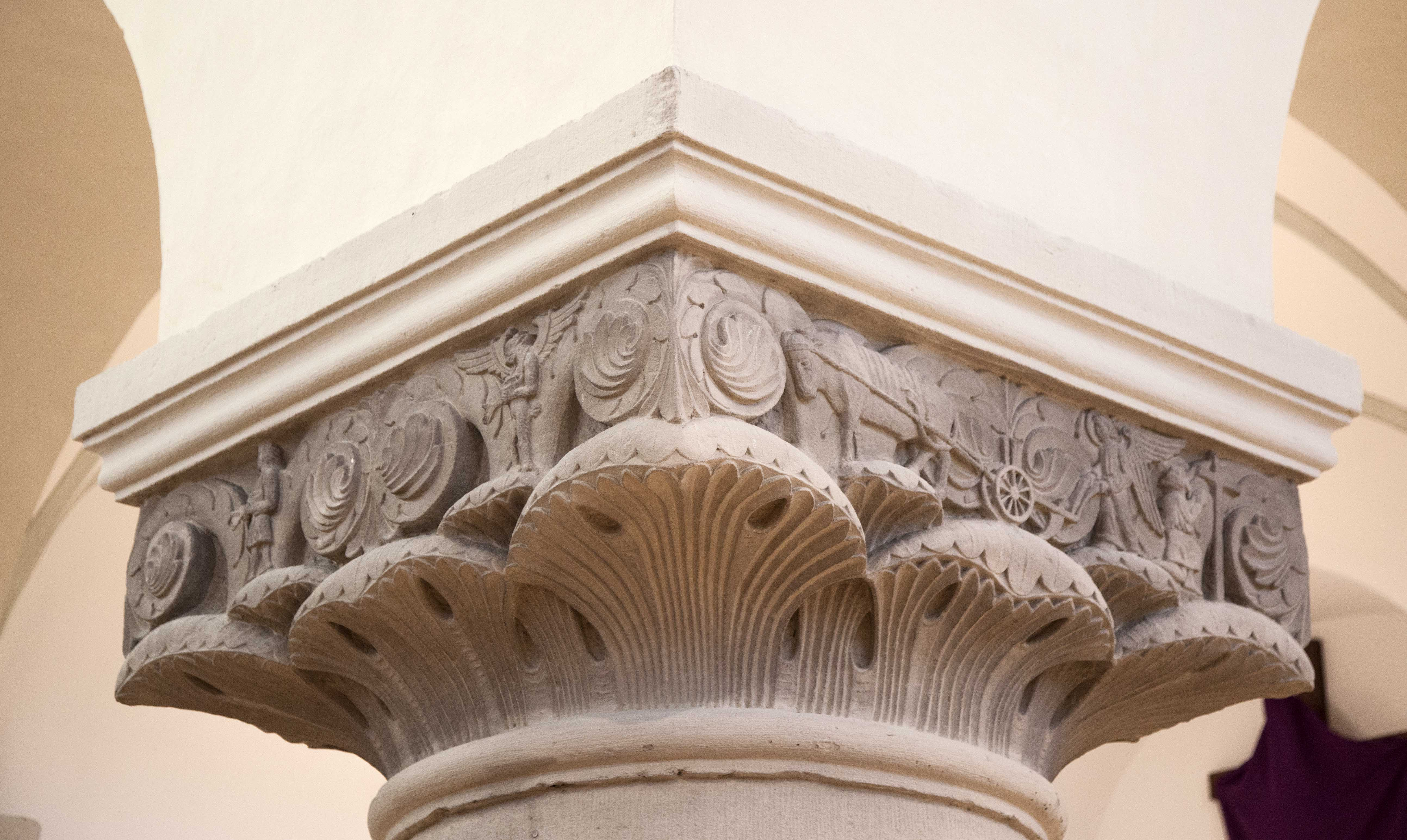
Kapitell

Im Inneren fallen sofort die wuchtigen und kurzstämmigen Säulen auf. Drei der vier flachen Kapitelle sind unvollendet und nur grob behauen. Nur das vierte, nordöstliche Kapitell zeigt Szenen aus dem Leben eines Bauern, der seinem Tageswerk nachgeht. Engel übernehmen diese Arbeit, sodass er Zeit für sein Gebet findet. Es handelt sich wohl um eine Episode aus der Heiligenlegende des Hl. Isidor von Madrid. Dies ist eine Darstellung, mit der sich die Hauenhorster Landbevölkerung identifizieren sollte. Ansonsten fehlt figürlicher Schmuck im Innenraum nahezu. Allein in der Außenmauer der Chorapsis ist der Weihestein der Kirche von 1901 in die Wand eingelassen. Er zeigt in einem Relief die Patronats-Szene: die Begegnung Mariens mit Elisabet.
Der Innenraum wird dominiert von der fensterlosen, halbkreisförmigen Apsis. Die architektonische Gestaltung lässt das Kircheninnere massig und gedrückt erscheinen. Dies entsprach der damaligen Vorstellung der Romanik als schwer, wehrhaft und urtümlich.

## Ausstattung
Der Bau der neuen Kirche war für die kleine Gemeinde finanziell gesehen ein immenses Projekt. Nach der Fertigstellung fehlte so das Geld für eine reiche Ausstattung. Trotzdem verfügt die Kirche über eine Reihe nennenswerter Objekte.
- Vesperbild; 1. Hälfte des 15. Jahrhunderts; dunkel gebeiztes Weichholz; mehrfach restauriert; Schenkung des Bauherren Dechant Pietz aus seiner eigenen Kunstsammlung an die Gemeinde.
- Figur des Antonius von Padua mit dem Christuskind; um 1800; Baumberger Sandstein;
- 14 Kreuzwegstationen von Heinrich Fleige; entstanden zwischen 1885 und 1890. Die für die recht kleine Kirche unpassenden Proportionen der Kreuzwegstationen erklären sich aus der Tatsache, dass diese Passionsdarstellungen ursprünglich für die um vieles größere Dionysiuskirche in Rheine geschaffen wurden, dort aber aus statischen Gründen nicht eingebaut werden konnten. Somit kamen sie nach Hauenhorst. Stilistisch erinnern die sie an Werke des Deutschrömers Wilhelm Achtermann, dessen Pietà für den Dom in Münster zum damaligen Zeitpunkt für Furore sorgte und viele Nachahmer fand.
- Kirchenbänke und Innenflügel des Hauptportals; Schnitzarbeiten des ebenfalls an der Basilika in Rheine tätigen Bildhauers Theodor Appelmann. Die Darstellung einer auf ihrem Nest stehenden Taube begründet nach Volksmeinung die Bezeichnung Taubendorf für Hauenhorst. Appelmann verstand Taube und das daneben dargestellte Einhorn wohl eher als marianische Symbole (Darstellung des Heiligen Geistes bei der Verkündigung in Form einer Taube. Das legendäre Einhorn kann nur von einer Jungfrau eingefangen werden. Maria steht hier symbolisch für die Jungfrau, Jesus für das Einhorn).
- Taufstein; Sandstein und Marmor mit Bronzedeckel ohne figürlichen Schmuck; 1908.
- Ewiges Licht; Anfang 20. Jahrhundert; filigrane gotisierende Gestaltung in goldglänzender Bronze.
- Statuen des Hl. Josef und der Hl. Anna von Anton Rüller (einem Schüler Heinrich Fleiges); grau lasiertes Lindenholz in der Formensprache der Nazarener.
- Zwei in den Querschiff-Nischen eingebaute Beichtstühle aus dem Jahr 1935 vom Bildhauer Albert Karl Kalthoff aus Rheine. Halbrunde Aufsätze mit Darstellung des Guten Hirten mit der lateinischen Übersetzung Pastor Bonus und des Verlorenen Sohnes mit dem Gruß Pax tecum (lat. „Der Friede sei mit dir!“).

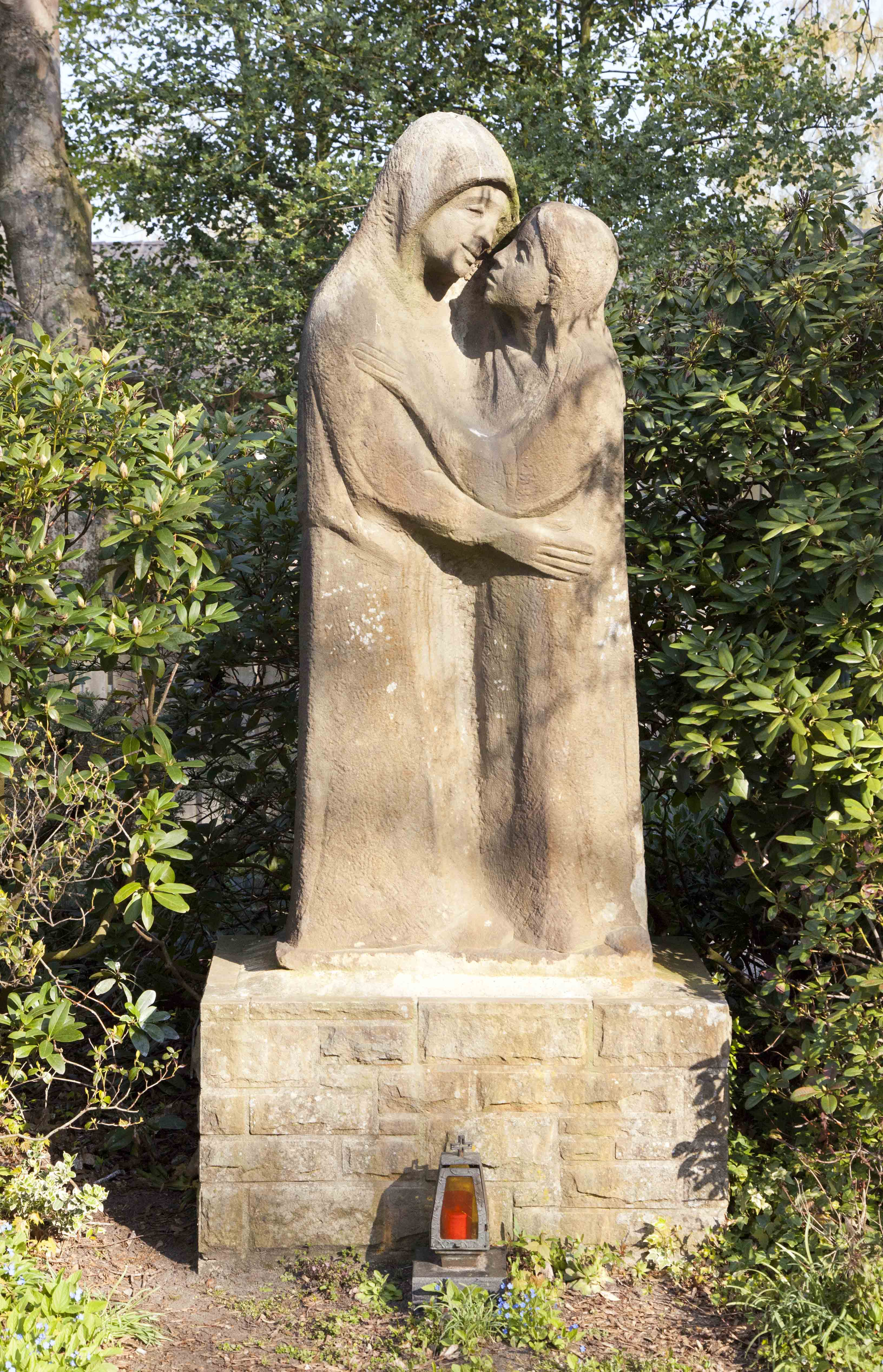
Figürliche Darstellung der Patronats-Erzählung
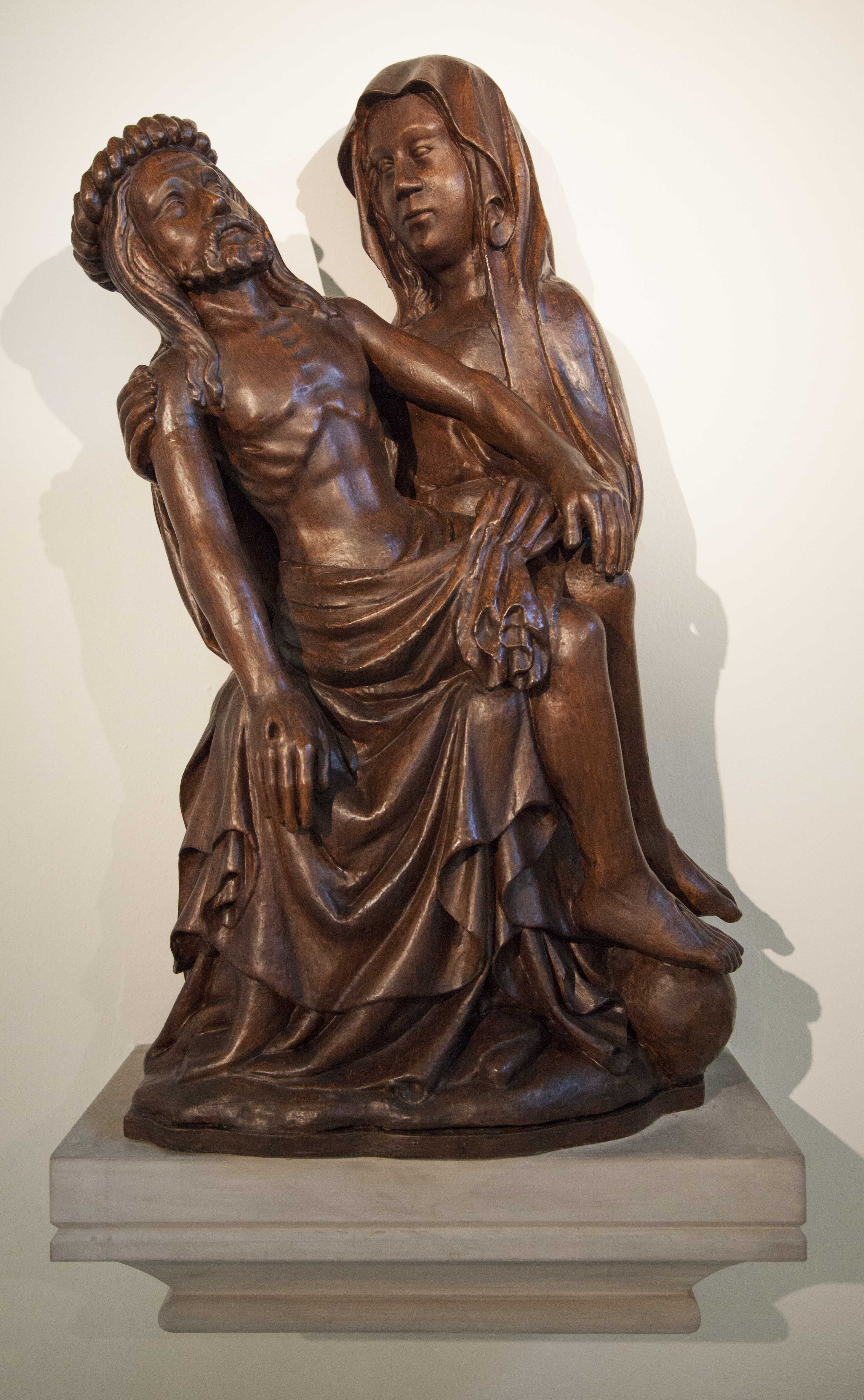
Pieta, 15. Jahrhundert
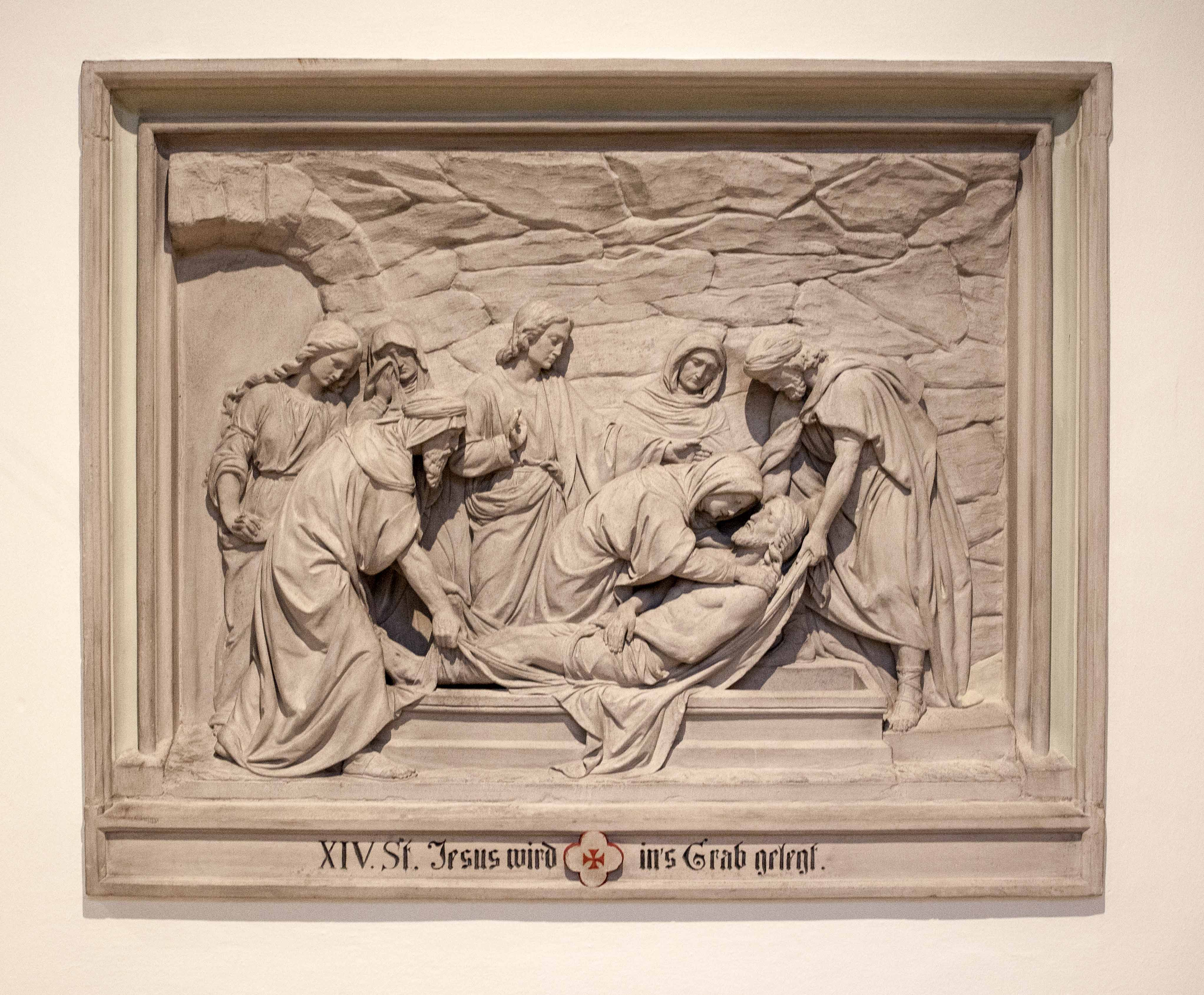
Kreuzwegstation
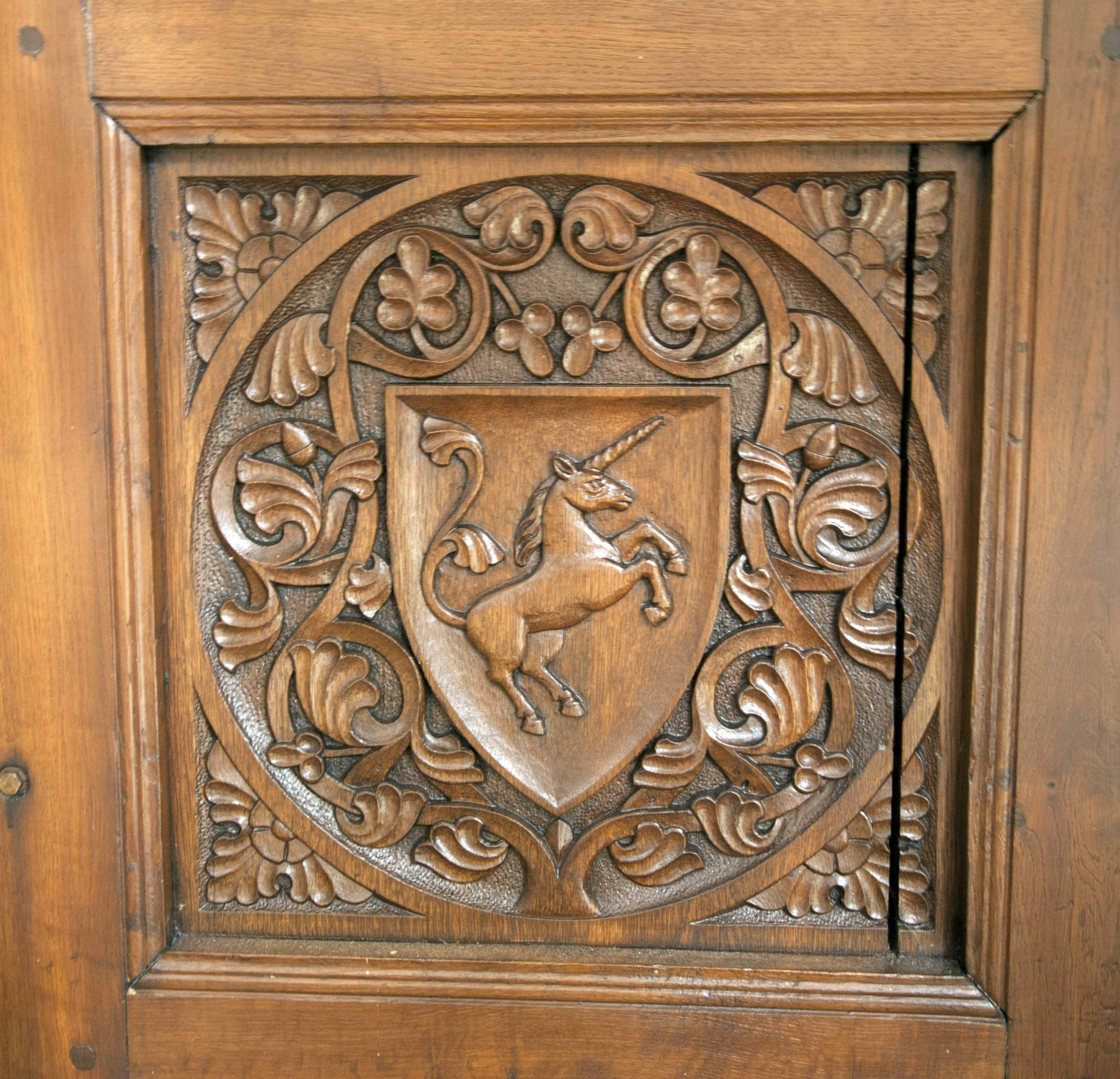
Einhorn; Schnitzerei im Hauptportal
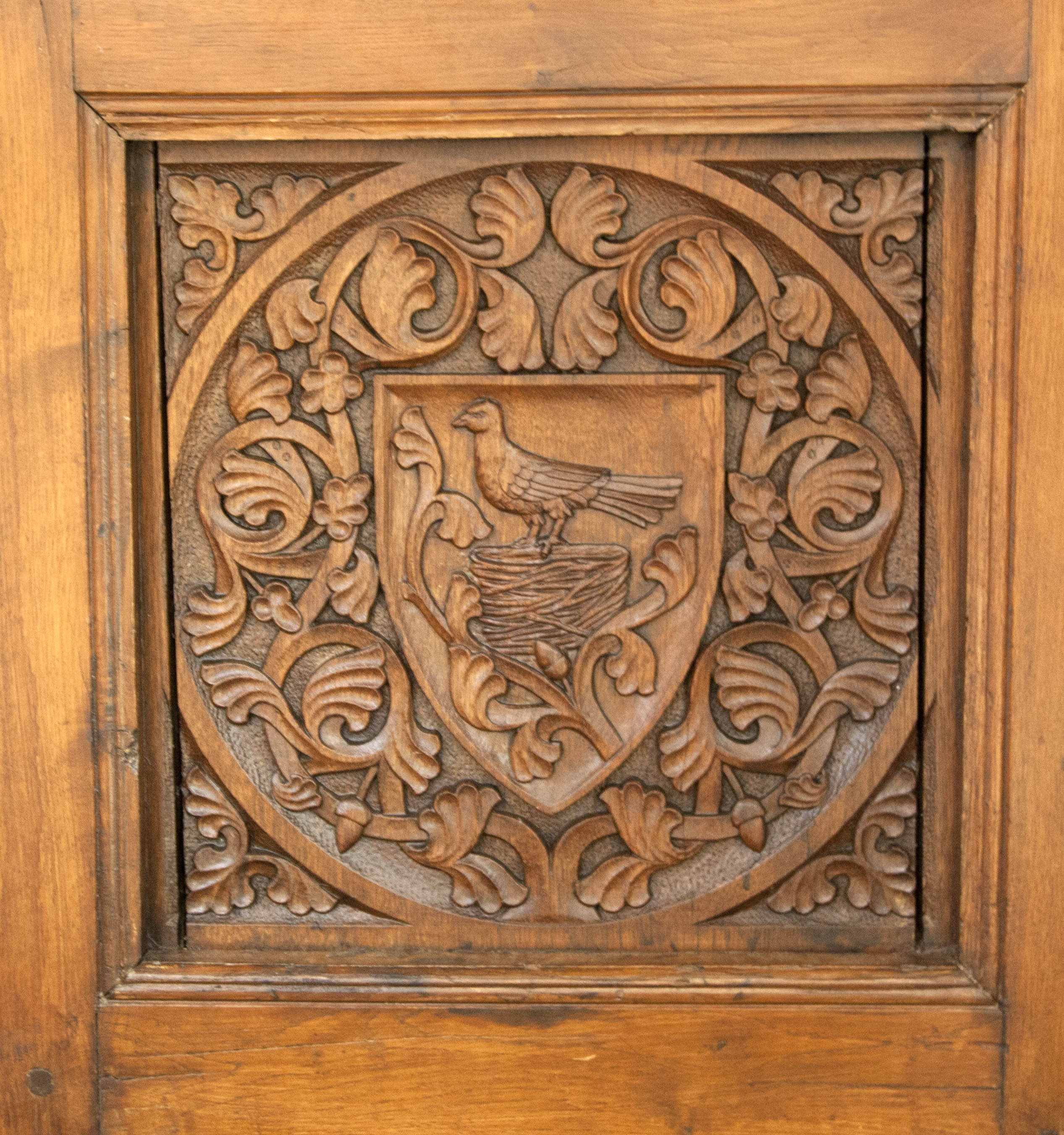
Taube; Schnitzerei im Hauptportal
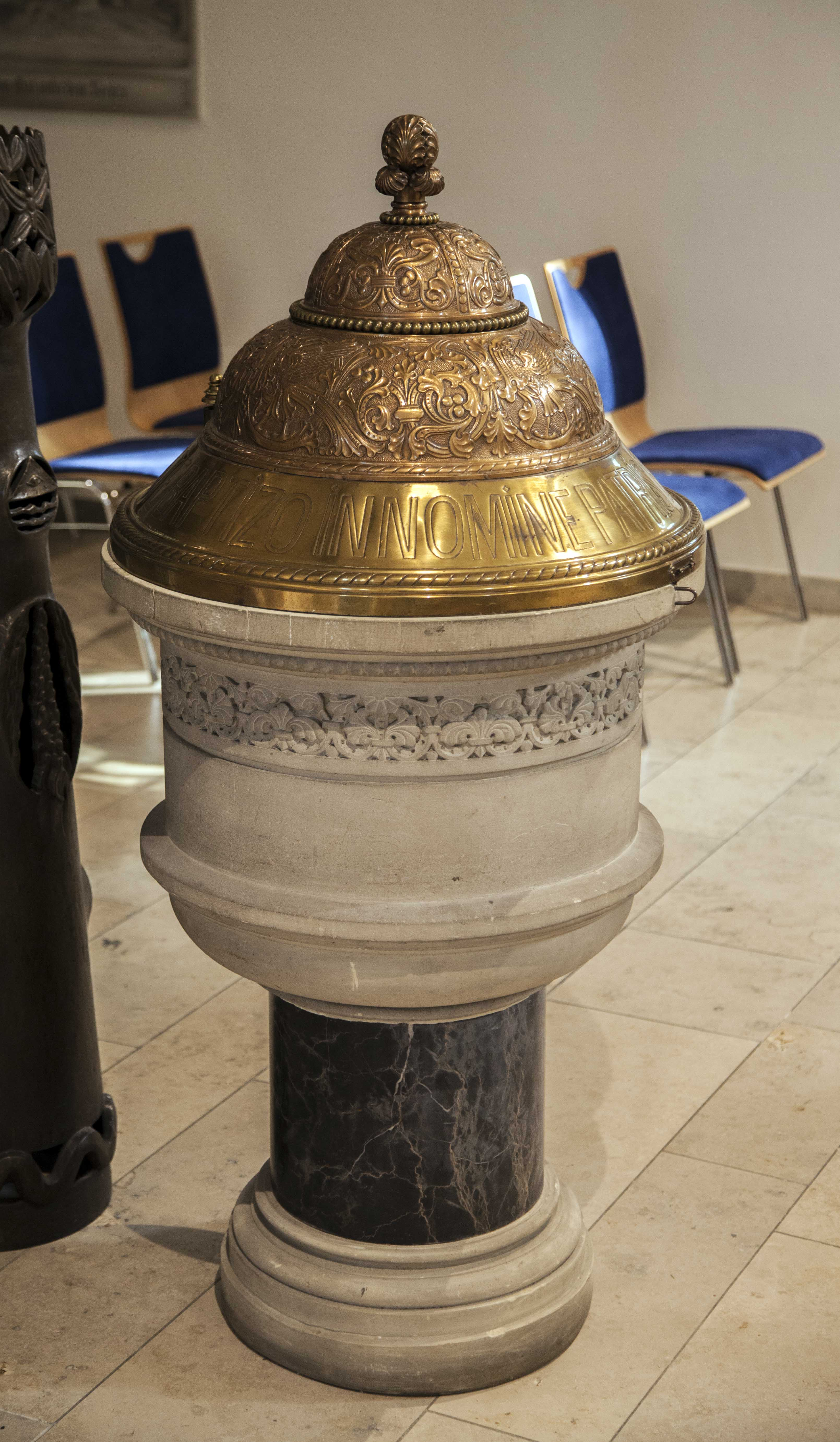
Taufbecken von 1908
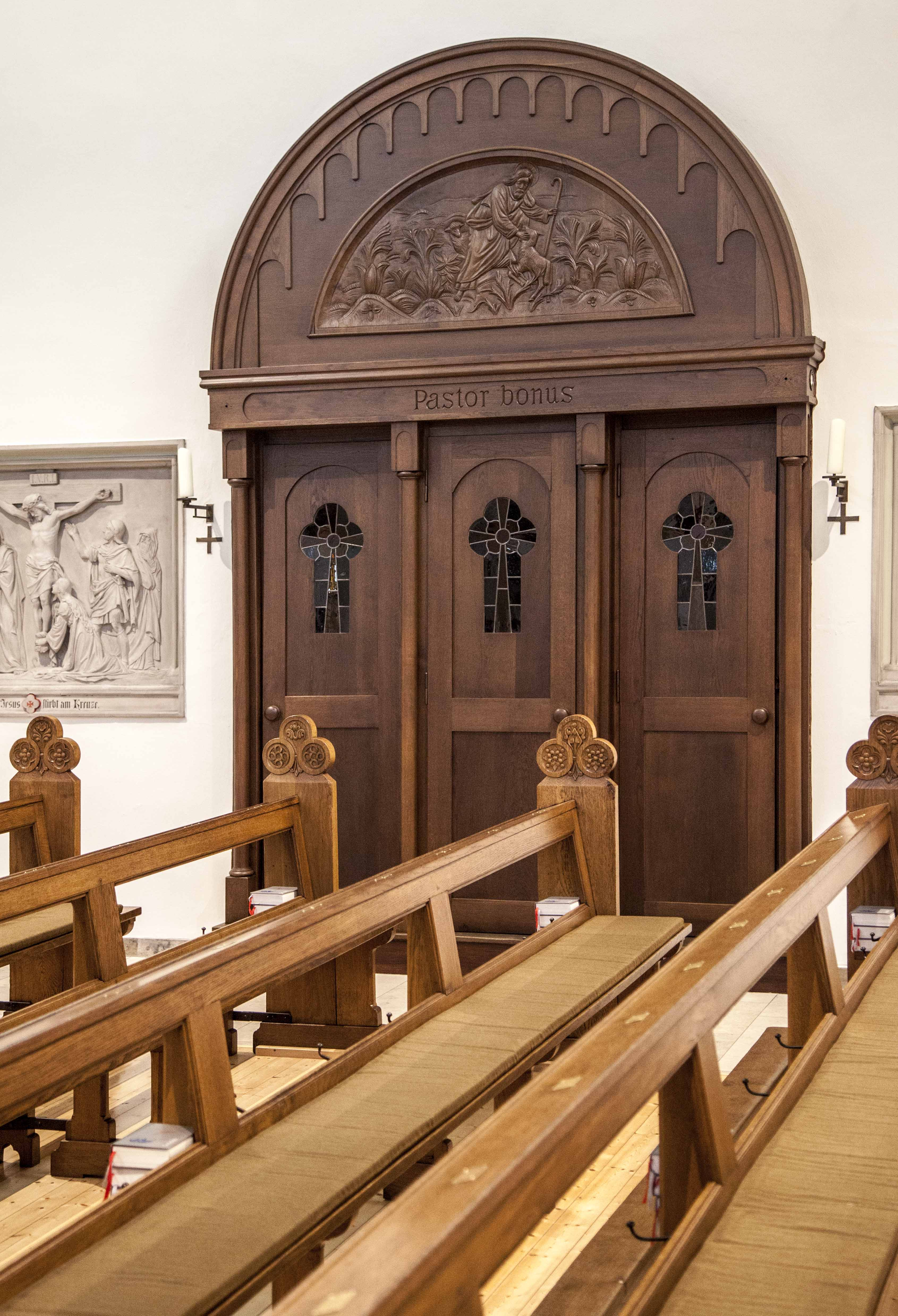
Beichtstuhl mit der Darstellung Pastor Bonus (Der gute Hirte)

Nach dem Zweiten Weltkrieg erschien die alte Ausmalung nicht mehr zeitgemäß. Im Zuge der Neugestaltung des Inneren wurde im Jahr 1956 der Kirchenmaler Ludwig Baur aus Telgte mit der Ausmalung der Apsis beauftragt. Es entstand die Darstellung eines Christus als Weltenrichter, thronend auf einem Regenbogen mit Maria und Johannes als Nebenfiguren.

## Orgel

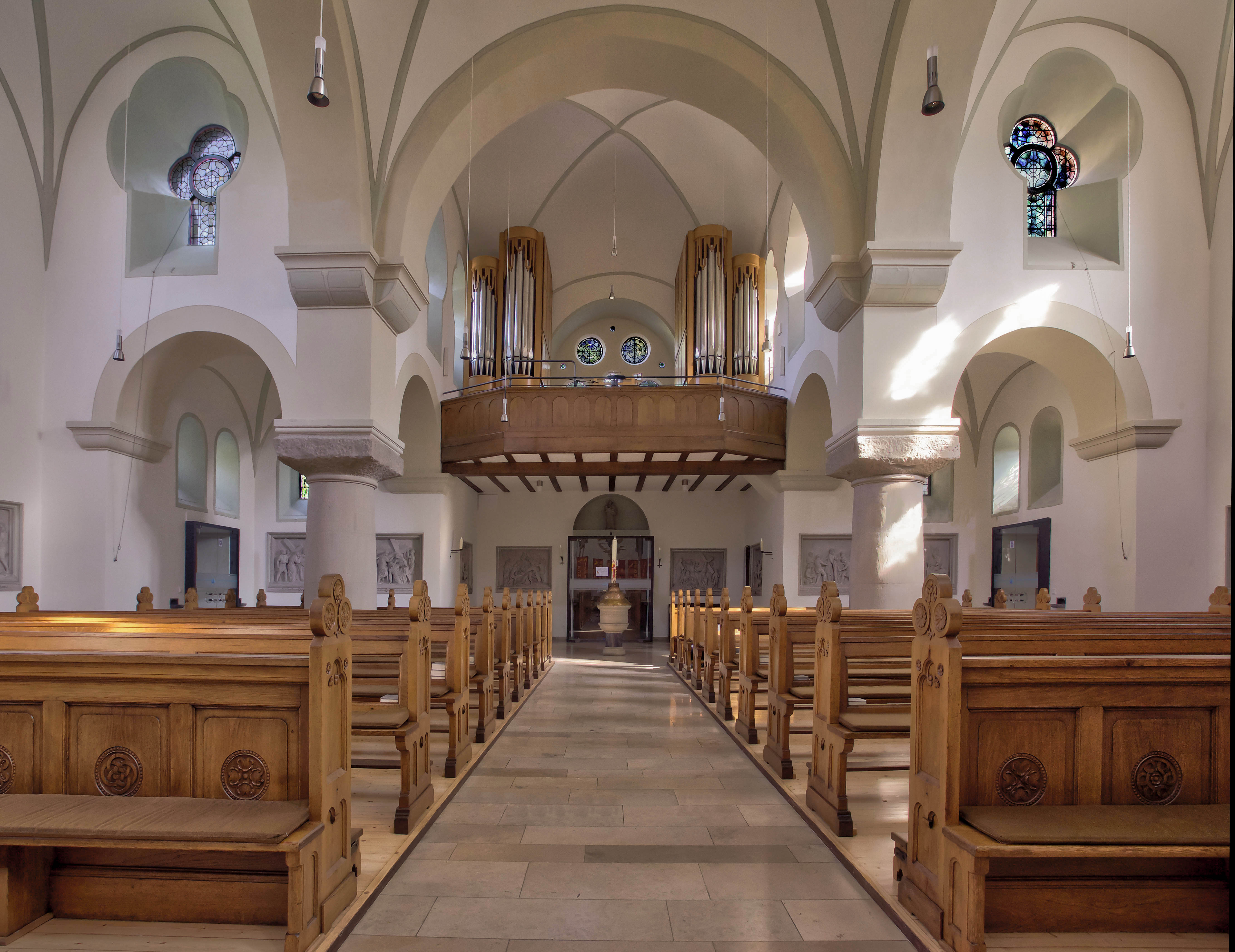
Blick nach Westen mit der Fleiter-Orgel auf der Westempore

Erst 1925 verfügte die Kirchengemeinde über die erforderlichen finanziellen Mittel zur Anschaffung einer Orgel. Die Werkstatt Fleiter errichtete auf einer erst zu diesem Zeitpunkt eingebauten hölzernen Empore ein Instrument mit 16 klingenden Registern, verteilt auf zwei Manuale und Pedal mit pneumatischer Traktur. Später wurde die Orgel um zwei weitere Register erweitert. 1992 folgte eine Modernisierung des Instrumentes, indem die vorhandenen Windladen durch Schleifladen und das vorhandene pneumatische Regierwerk durch eine mechanische Spieltraktur und elektrische Registertraktur ersetzt wurden.
Die Disposition lautet:
| I Hauptwerk C– |            |       |
| 1.             | Bordun     | 16′   |
| 2.             | Prinzipal  | 8′    |
| 3.             | Hohlflöte  | 8′    |
| 4.             | Oktave     | 4′    |
| 5.             | Rohrflöte  | 4′    |
| 6.             | Flageolett | 2′    |
| 7.             | Mixtur IV  | 1 ⁄3′ |
| 8.             | Trompete   | 8′    |

| II Positiv C– |                  |                |
| 9.            | Lieblich gedackt | 8′             |
| 10.           | Flauto Dolce     | 4′             |
| 11.           | Prinzipal        | 2′             |
| 12.           | Sesquialtera II  | 2 ⁄3′ + 1 3⁄5′ |
| 13.           | Zimbel II–III    | 1⁄2′           |
| 14.           | Oboe             | 8′             |

| Pedal C– |            |     |
| 15.      | Subbass    | 16′ |
| 16.      | Oktavbass  | 8′  |
| 17.      | Choralbass | 4′  |
| 18.      | Fagott     | 16′ |